# Art préhistorique

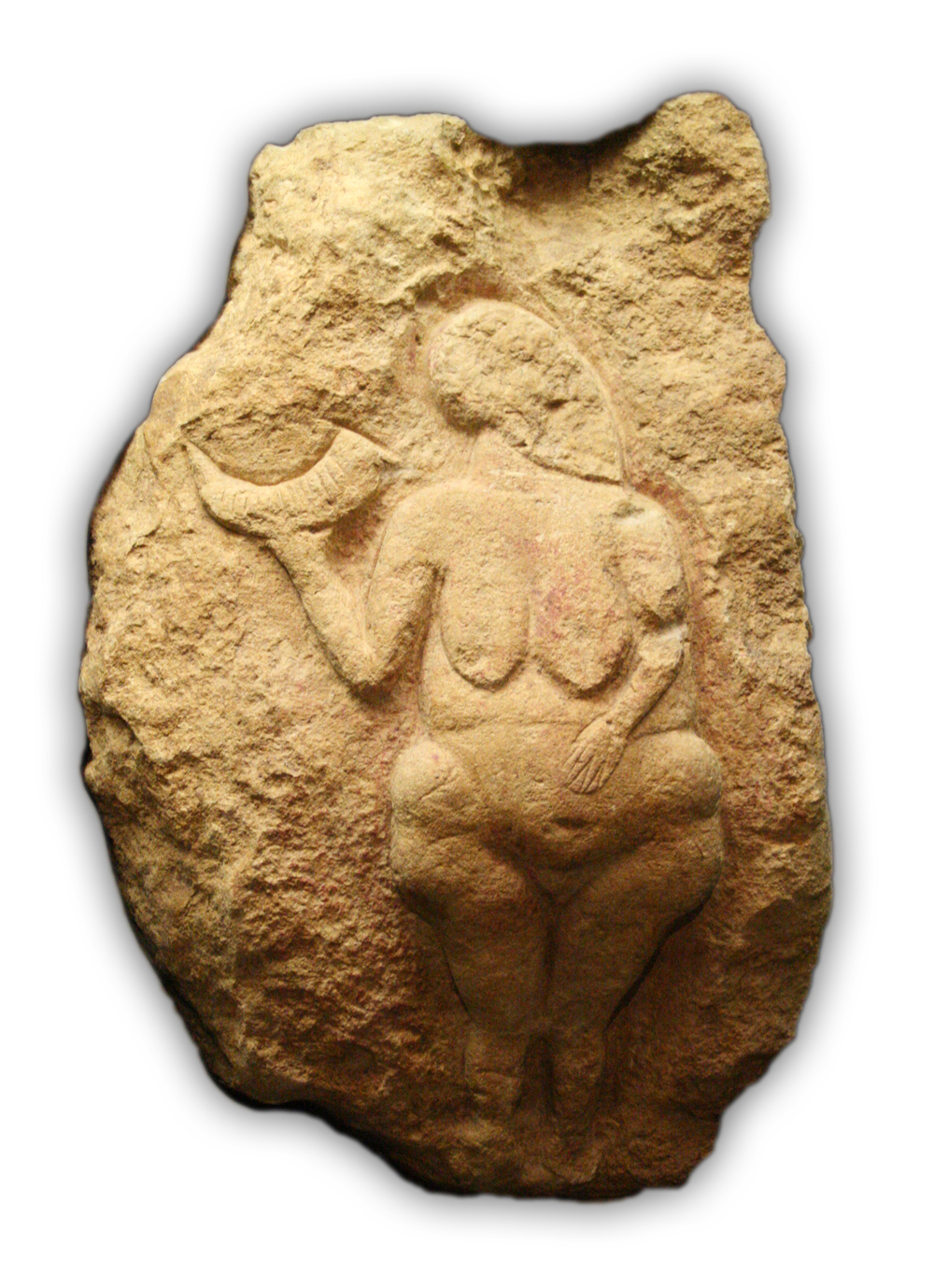
La Vénus de Laussel, l'une des plus célèbres Vénus paléolithiques.

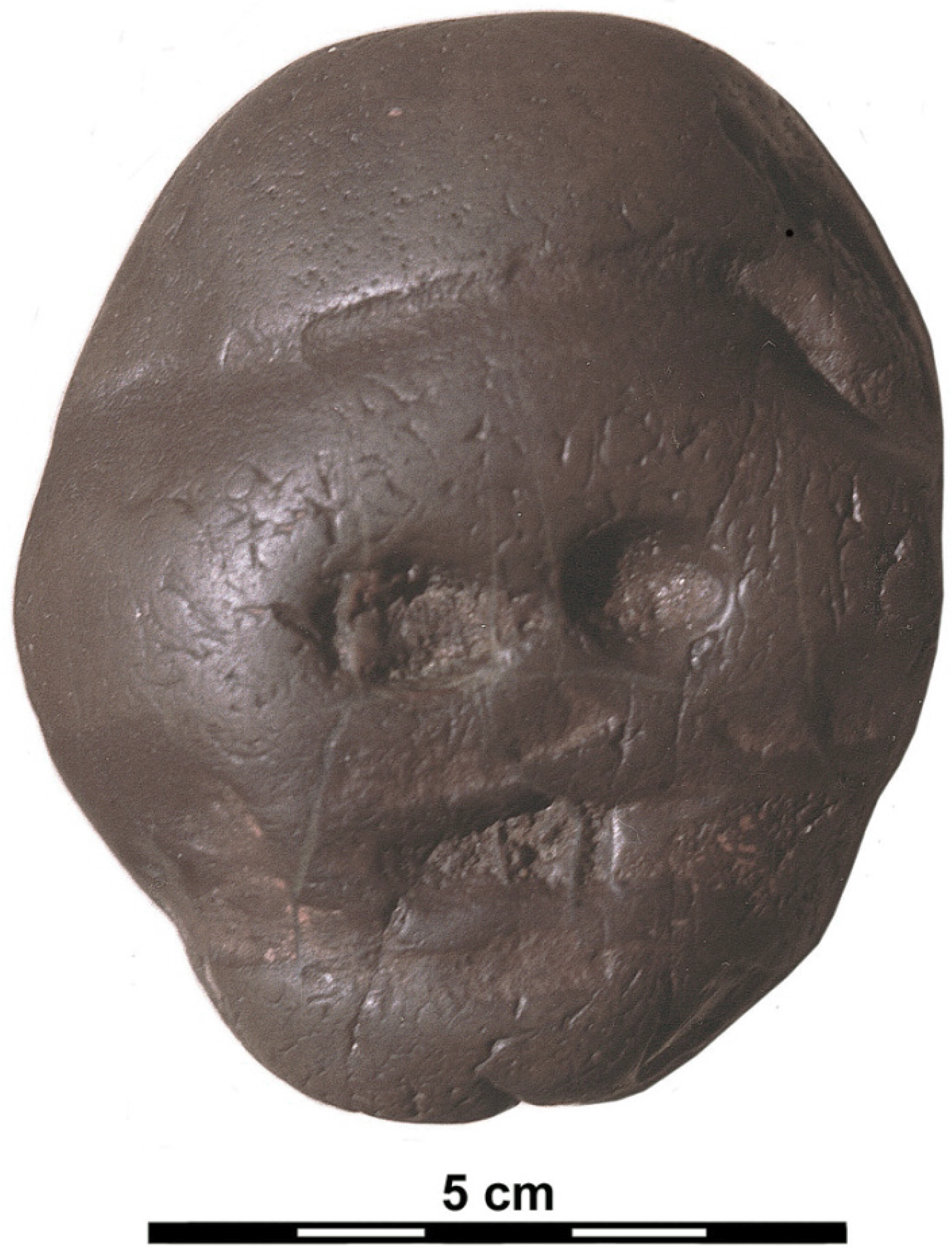
Depuis le Paléolithique inférieur, les hommes semblent avoir été fascinés par la forme de leur propre corps et tentés de le représenter (galet de Makapansgat, ca. 3 millions d'années avant notre ère).

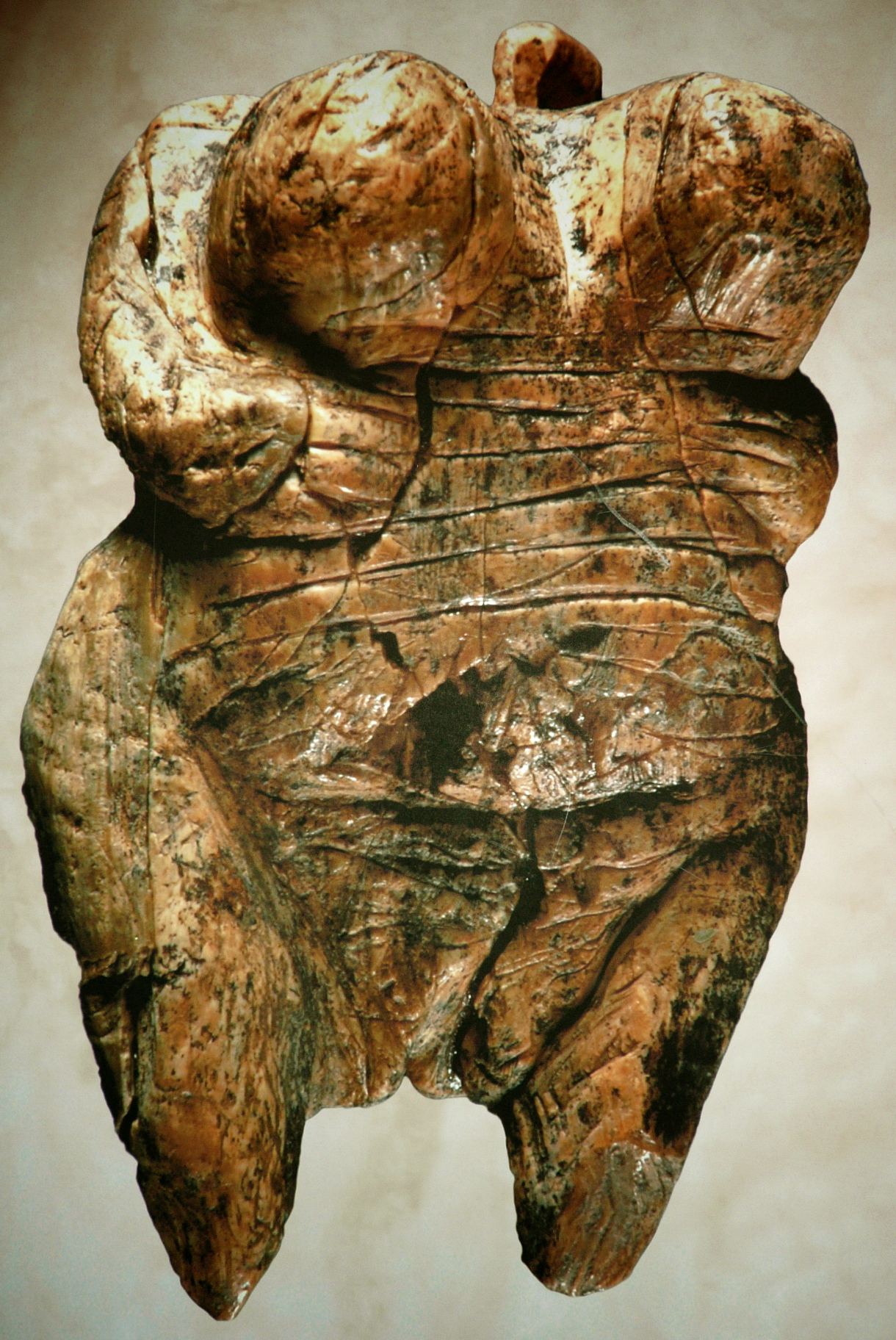
La Vénus de Hohle Fels, première manifestation attestée de l'art figuratif.

Si les premières manifestations discrètes de l'art préhistorique datent de la fin du Paléolithique moyen, celui-ci ne prend une réelle ampleur qu'au début du Paléolithique supérieur (45 000 à 12 000 ans av. J.-C.) avec l'Aurignacien qui marque la première manifestation de l'art figuratif. Il est alors très diversifié dans ses thématiques, ses techniques et ses supports. Il inclut des représentations figuratives animales, des représentations anthropomorphes souvent schématiques, ainsi que de très nombreux signes. L'art préhistorique se développe ensuite durant le Gravettien, le Solutréen, puis le Magdalénien, souvent considéré comme l'apogée de l'art paléolithique.
Au Mésolithique (12 000 à 8 000 ans av. J.-C.), les manifestations artistiques figuratives sont rares. De cette époque sont connus des galets peints ou gravés de figures géométriques.
Au Néolithique (8 000 à 3 000 ans av. J.-C.), l'art figuratif se développe à nouveau, en incluant notamment des animaux domestiques. De nouveaux supports commencent à être utilisés, par exemple lors du décor de poteries en céramique.
L'art préhistorique est surtout le fait d'hommes modernes (Homo sapiens) mais quelques découvertes sont attribuées aux Néandertaliens (grotte de Gorham).

## Les différentes théories interprétatives de l'art préhistorique: des interprétations globalisantes à l'interprétation actuelle pluraliste

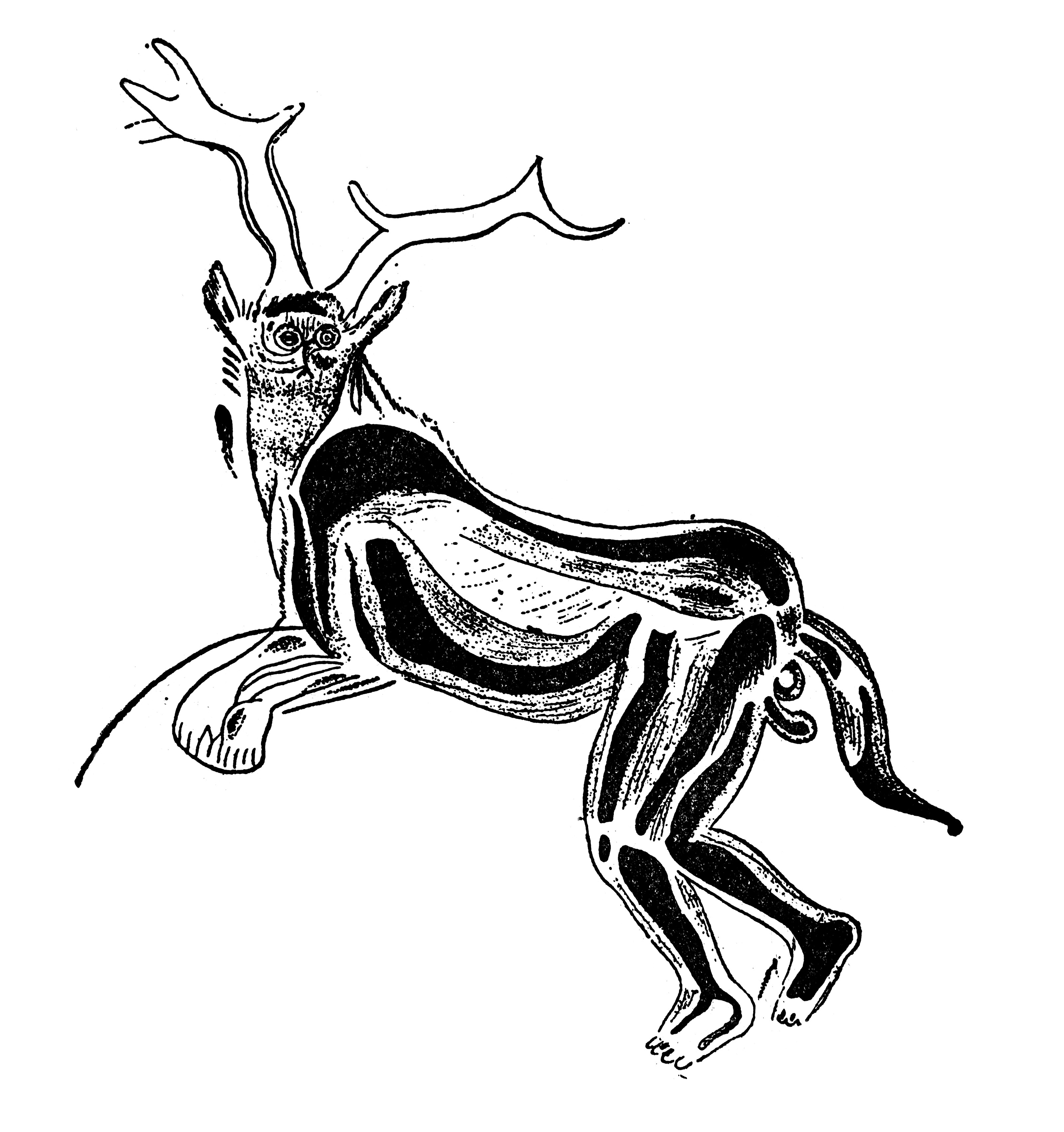
Le sorcier dansant de la grotte ornée des Trois-Frères pourrait évoquer le chamanisme et le totémisme.

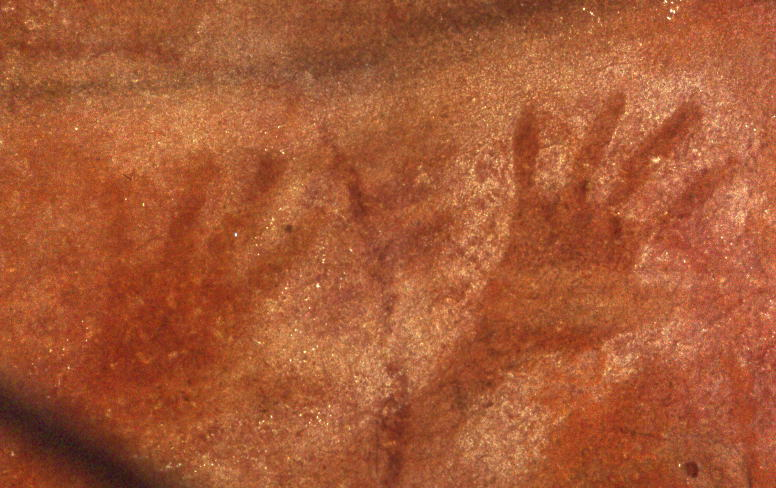
Exemple d'art préhistorique indigène australien. Selon la théorie du chamanisme pariétal, le but de ces œuvres picturales n'était pas de faire des « images » des mains. Les chamanes fondaient leurs mains dans la paroi assimilée à un voile tendu entre le monde humain et celui des esprit. Les mains disparaissent métaphoriquement et établissaient ainsi une liaison avec le monde des esprits.

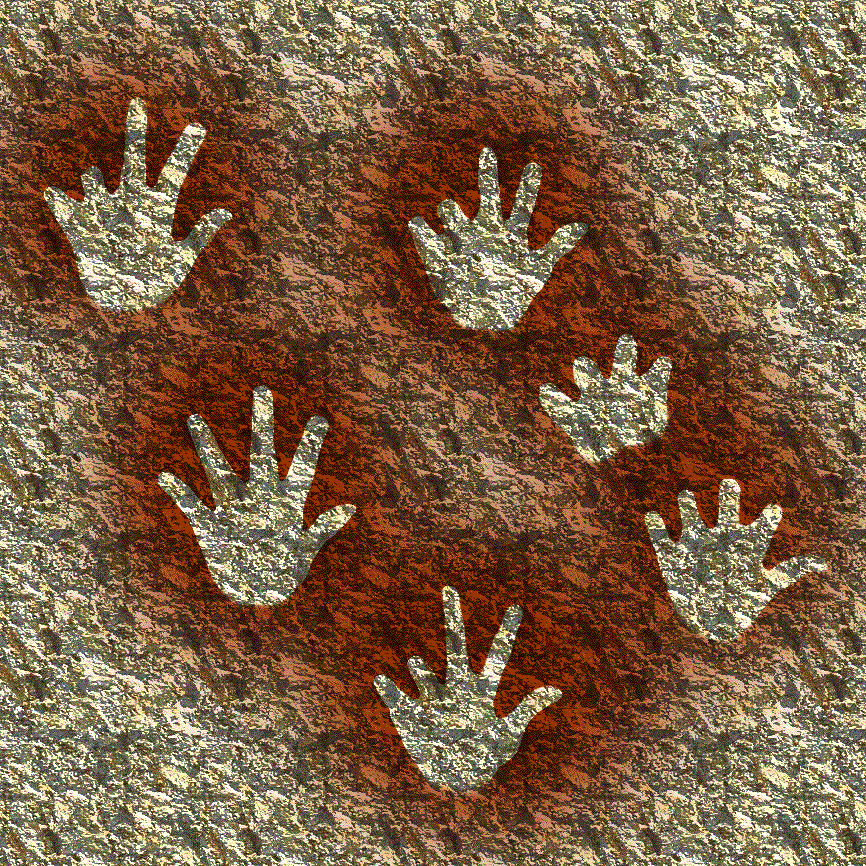
mains négatives réalisées au pochoir, dont certaines avec doigts tronqués (grottes de Gargas). Selon l'hypothèse chamanique, ces mains mutilées symboliquement renforceraient le rituel chamanique. Il est possible aussi que l'amputation réelle des phalanges ait à l'occasion fait partie de rites d'initiation chamanique.

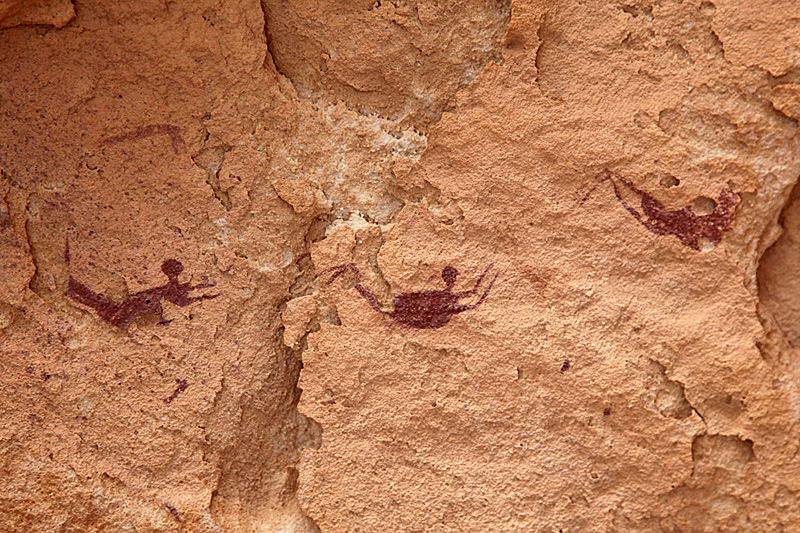
Une analyse mythologique de la grotte des Nageurs propose que les personnages en train de nager, s'engouffrent dans la gueule d'un monstre peint au fond de la cavité (symbolisant l'Océan primordial), ce qui illustrerait les croyances mortuaires des dynasties pharaoniques.

Les préhistoriens ont longtemps considéré que l'art préhistorique avait un berceau unique (naissance en Europe) et avait évolué progressivement pour devenir de plus en plus raffiné (du plus simple au plus compliqué comme la chronologie stylistique en quatre périodes d'André Leroi-Gourhan par exemple, avec « chevauchements » possibles entre les périodes). L'émergence de l'art dans différentes régions du monde et l'invention de la grotte Chauvet en 1994 remettent totalement en cause cette conception. Les datations au carbone 14 des peintures âgées de 36 000 ans de Chauvet « font littéralement voler en éclats l'idée d'une évolution linéaire de l'art préhistorique et d'un art primitif balbutiant, au style fruste et grossier dont aurait progressivement émergé l'apothéose créatrice de Lascaux ».
La plupart des théories sur l'art préhistorique sont « principalement appuyées sur les documents pariétaux : ce sont eux qui détiendraient les clés de la symbolique paléolithique ». Bien que le domaine de l'interprétation reste spéculatif car échappant à la démarche scientifique, différentes théories sur les origines de cet art sont proposées pour expliquer le grand boom artistique du Paléolithique :
- L'art pour l'art selon l'école matérialiste : l'Homme préhistorique qui manifeste un pur plaisir de dessiner et de peindre, a des préoccupations artistiques. Cette théorie, dont un des premiers défenseurs est Gabriel de Mortillet, refait parfois surface[9]. Elle est reprise récemment par Nicholas Humphrey qui rapproche la naissance de l'art préhistorique de l'absence d'intention des artistes autistiques[10]. Elle est en partie contredite par l'art pariétal qui est souvent dans des grottes sombres ou inaccessibles. De plus, elle apparaît dans la seconde moitié du XIXe siècle marquée par l'anticléricalisme militant de préhistoriens éminents, tels Mortillet, Édouard Lartet ou l'anglais Henry Christy, dont le parti positiviste et matérialiste lutte contre le parti clérical hostile à l'ancienneté de l'homme préhistorique (l'homme antédiluvien de Jacques Boucher de Perthes). Les luttes idéologiques contaminent alors la recherche, ce qui explique le scepticisme d'Émile Cartailhac devant les peintures de la grotte d'Altamira, jusqu'à la parution en 1902 de son « Mea culpa d'un sceptique[11] », qui marque la reconnaissance tardive de cet art[12].

- L'art comme recours au totémisme, évoqué par Max Raphael (en), Joseph Déchelette ou l'abbé Breuil qui insère cet art dans la reconnaissance plus vaste de pratiques religieuses (thèse remise au goût du jour avec l'archéologue Emmanuel Anati qui parle de proto-religion[13]) : les animaux représentés seraient les animaux-totems, les ancêtres d'un clan auxquels les hommes rendent un culte. Cette théorie est sévèrement critiquée. Les animaux représentés avec des flèches ou des blessures sont incompatibles avec le tabou qui s'attache au totem[14],[15]. Alain Testart propose une interprétation totémiste renouvelée en 2016[16], elle aussi critiquée[17].

- L'art comme rituel de la chasse magique : hypothèse développée en 1914 par Salomon Reinach qui imagine que les représentations d'animaux ou de scènes de chasse donnent aux hommes préhistoriques le pouvoir magique de possession et de domination sur la bête, leur assurant ainsi une chasse fructueuse[18]. Elle est enrichie par le comte Henri Begouën[19] et l'abbé Breuil[n 2]. Cette théorie ne fonctionne pas pour les représentations d'animaux ou d'éléments qui n'ont aucun rapport avec la chasse alimentaire[n 3]. En outre, les animaux les plus souvent chassés, d'après les ossements retrouvés par les archéologues, ne sont pas les animaux les plus représentés[22]. Cependant, la magie cynégétique n'implique pas seulement la chasse alimentaire mais comprend aussi la chasse rituelle, dont la chasse qualifiante qui permet au chasseur de passer d'un statut social ou symbolique à un autre (comme chez les Maasaï qui pratiquent une chasse aux lions rituelle)[23].

- l'art comme rituel chamanique communiquant avec les esprits surnaturels : la théorie du chamanisme pariétal proposée par Horst Kirchner (de)[24] (1952) et André Glory[25] (1964), est modernisée par David Lewis-Williams et Thomas Dowson[26] et introduite en France par Jean Clottes[27]. Elle a connu depuis lors de nombreux développements[28],[29] et est très critiquée, à la fin du siècle dernier, par les spécialistes, préhistoriens et ethnologues : elle présente en effet une visée universaliste mais très réductrice et extrapolée, du chamanisme, elle a une assise ethnographique faible et elle ne correspond pas à la réalité archéologique, seules quelques images pouvant être interprétées en ces termes[30],[31]. Malgré ces critiques, cette théorie a la faveur du grand public et des médias[32].

- L'approche structuraliste d'André Leroi-Gourhan dans les années 1960 qui démystifie les interprétations précédentes. Selon lui, le système iconographique de l'art paléolithique est structuré selon une partition binaire qui recouvre un dualisme sexuel complémentaire, un couplage constant avec la présence de signes masculins plutôt à l'entrée et au fond des cavernes, ou dans des espaces étroits, et des signes féminins, dans les espaces plus ouverts, ce qui débouche sur le concept de la féminité de la caverne (creuse). Cette binarité se reflète dans le dualisme des animaux et des matières qui leur sont empruntées[33]. Chez Leroi-Gourhan, comme chez bien d’autres chercheurs en sciences humaines dans les années 1960 à 1975 (comme Annette Laming-Emperaire qui élabore une explication sociale de l'art préhistorique en interprétant le couplage des animaux et des signes comme le symbole d'alliances matrimoniales)[34], le symbolisme sexuel et la grille d’interprétation psychanalytique tiennent lieu de référent ultime. Mais si précise et argumentée soit-elle, cette approche « peut sembler, une fois encore, la projection d’une mythologie (la nôtre) sur la mythologie (supposée) du passé[35] ».

- L'art comme représentations rupestres et pariétales liées aux mythes de la région où elles se trouvent, mythes locaux encore présents chez les populations actuelles (thèse mythologique). L'un de ces grands mythes est celui de l'émergence primordiale selon lequel les animaux ou les humains seraient sortis du sol, d'un rocher, d'une grotte, d'une colline ou montagne[36]. C'est dans ce cadre que s'est développée la thèse de l'art comme témoignage d'une hiérarchie sociale permettant à une caste de se prévaloir de ses origines mythiques, cette hiérarchie pouvant être une conséquence d'un début de division du travail (avec notamment des individus désignés soumis à un apprentissage spécifique, se spécialisant dans la peinture, le travail de la pierre ou de l'ivoire, d'œuvres d'art ayant une fonction de prestige) et d'accumulation des ressources. Les inégalités sociales ne seraient pas nées, comme on le croit ordinairement, avec la révolution néolithique et l'apparition de l'agriculture, mais dès le Paléolithique récent, en lien avec l'émergence d'un système économique fondé sur le stockage des ressources sauvages[37],[38]. Cette hypothèse de la stratification sociale est critiquée[39].

- L'art comme une proto-écriture (empreintes de main) ou une ébauche de calculs avec les doigts (mains négatives aux doigts raccourcis)[40].

- L'art paléolithique non considéré comme de l'art : cette conception utilitariste des préhistoriens anglo-saxons suppose que les hommes préhistoriques ont des préoccupations non esthétiques mais fonctionnelles, et insiste sur le rôle social des œuvres d'art pariétal perçues comme des expressions symboliques de rites de formation, d'initiation, de fécondité, de rituels de préparation à la chasse, d'invocation magique, de rituels de communication avec les esprits (chamanisme, revivification des animaux selon les saisons), etc[41]. La multiplicité de ces rôles et les interprétations spéculatives qui en découlent expliquent pourquoi, selon l'archéologue Paul Bahn, « un nombre croissant de chercheurs ont décidé d'abandonner la vaine quête des significations » des œuvres d'art[42].

Depuis toutes ces interprétations globalisantes, la majorité des préhistoriens considèrent que ces théories ne sont pas exclusives les unes des autres et se sont rangés « à l'idée que toute tentative d'explication relative aux significations de l'art préhistorique était vouée à l'échec, une démarche forcément située pour des raisons de subjectivité hors du champ scientifique ». La diversité de l'art préhistorique, sa richesse et la complexité des associations symboliques, rendent son interprétation unique et globale périlleuse. Les nombreuses théories attestent leur superfluité par la multiplicité des explications sur lesquelles elles reposent. Toutes les significations sont en effet envisageables car elles varient selon les époques préhistoriques et les régions du monde. L'art « peut s'adresser à une collectivité plus ou moins étendue, aux connaissances variables en fonction de l'appartenance à un même groupe ou à un groupe différent, en fonction aussi de l'âge, du sexe, des degrés d'initiation, du rôle social et de bien d'autres paramètres. Il peut adresser un avertissement ou formuler un interdit. Il peut aussi raconter une histoire, profane ou sacrée, ou n'avoir d'autre sens que la manifestation ou l'affirmation d'une présence (graffiti). Parfois, il ne s'adresse pas aux hommes mais à la (ou aux) divinité(s) et il s'efforce d'établir un lien avec le monde surnaturel ».

## Histoire des représentations

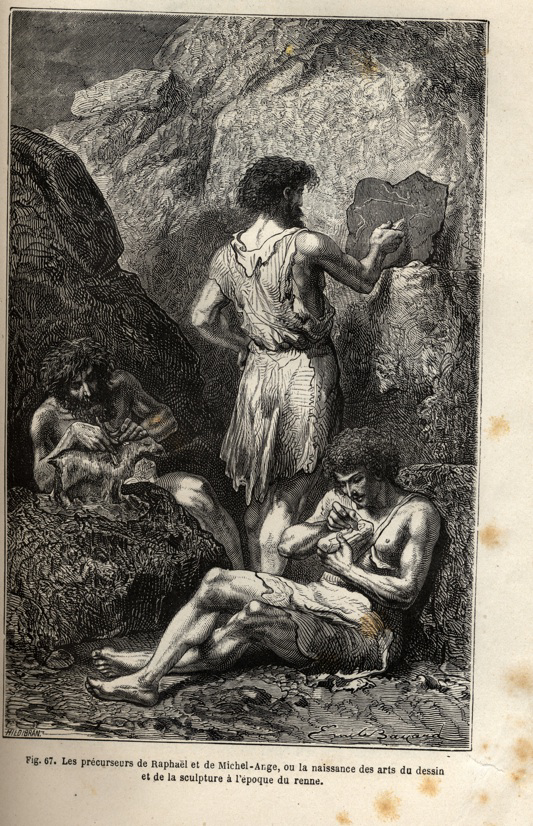
Les artistes préhistoriques d'Émile Bayard, gravure extraite de L’Homme primitif, de Louis Figuier (1870). Dans le prolongement des mouvements féministes dits de la 2e vague, l'archéologie féministe réévalue la place des femmes dans l'art préhistorique, longtemps exclue des représentations stéréotypées véhiculées par l'évolutionnisme culturel, les préhistoriens et les artistes du XIXe siècle, en majorité des hommes, au gré de leurs convictions et/ou revendications.

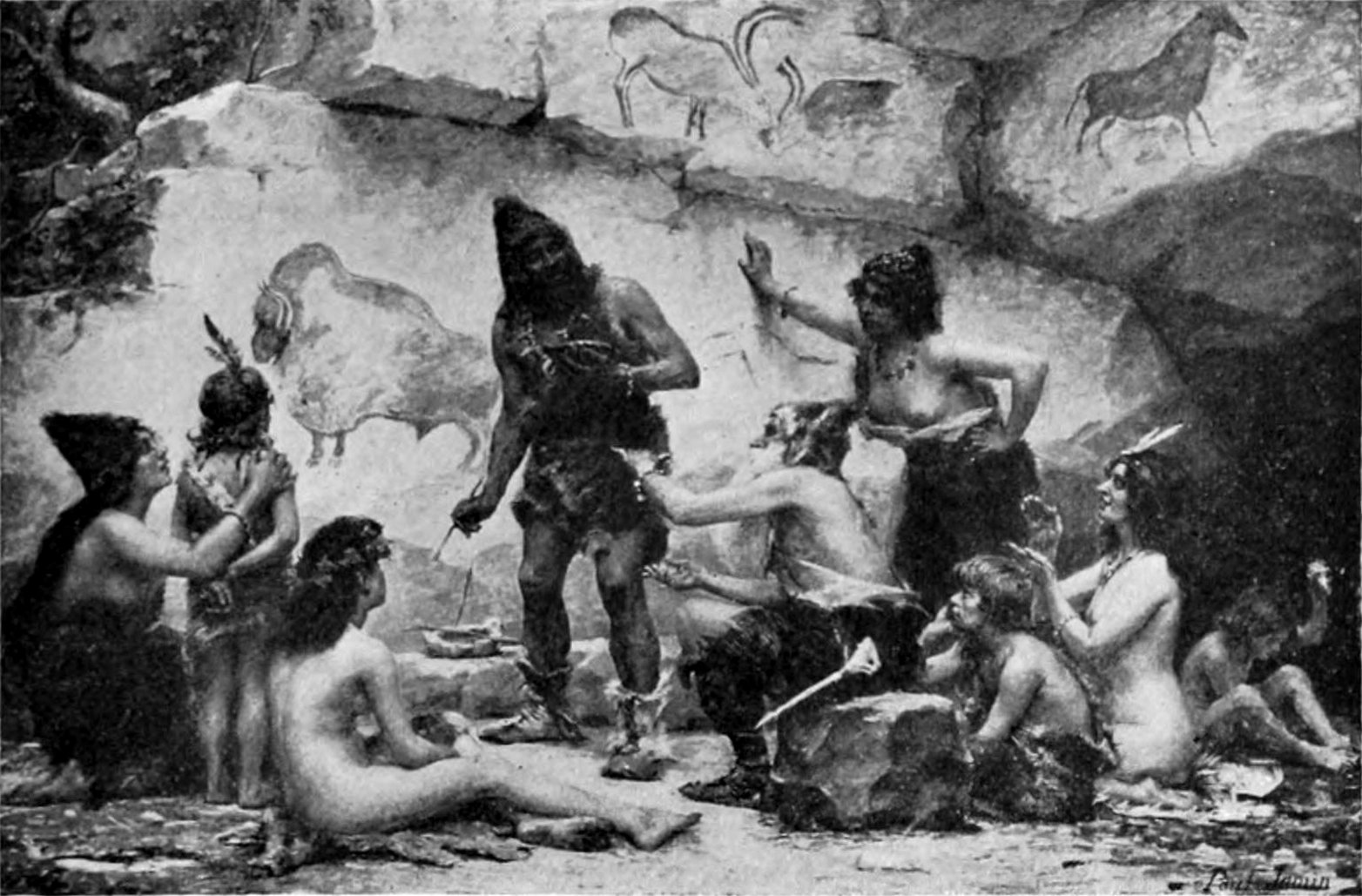
Le Peintre décorateur à l'âge de pierre de Paul Jamin (1903) montre le même biais de genre que le tableau précédent.

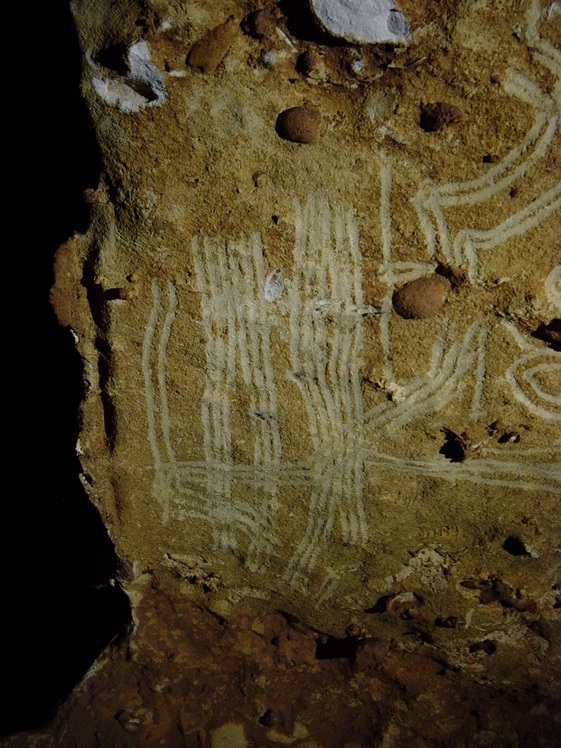
Dans la grotte de Rouffignac, certains tracés digitaux ont été effectués par des enfants tenus à bout de bras ou portés sur les épaules, sur des voûtes hautes d'une partie de la grotte qui pourrait avoir été une sorte d'école d'art où les adultes auraient initiés les jeunes.

Les œuvres d'art préhistorique ont longtemps fait l'objet d'interprétations fantasques et biaisées, notamment en ce qui concerne « la question de la différence des sexes ». En fait, ces interprétations, et même la définition de l’art comme tel, donnent à lire au moins autant la succession des « modes » intellectuelles qu’un réel progrès dans la compréhension du monde paléolithique : la vision du passé historique ou préhistorique produite par ses découvreurs et ses interprètes est parfois une image, ou une justification du présent et, du fait même du caractère nécessairement lacunaire de ses preuves, ce savoir n’est pas exempt d’interprétations subjectives. La liberté est liée, pour une part, au fait que les disciplines préhistoriques sont longtemps restées (et demeurent encore aujourd’hui, à certains égards) faiblement institutionnalisées et professionnalisées : des amateurs, découvreurs d’art mobilier ou rupestre, parfois des préhistoriens improvisés venus d’autres disciplines, anthropologues ou médecins, ont pu donner libre cours à leur imagination quant à l’interprétation. Les poncifs véhiculés, tant par les analyses savantes de cet art que par les ouvrages de vulgarisation ou les manuels scolaires, paraissent à certains égards constituer un véritable « folklore » de l’imaginaire contemporain.

## Typologie

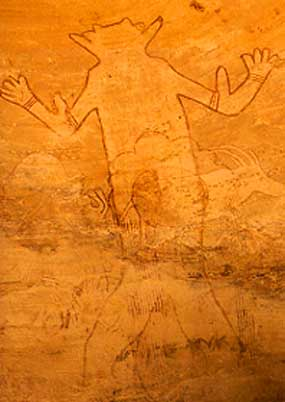
Le martien des gravures rupestres du Tassili en Algérie, typique de la phase des cueilleurs archaïques.

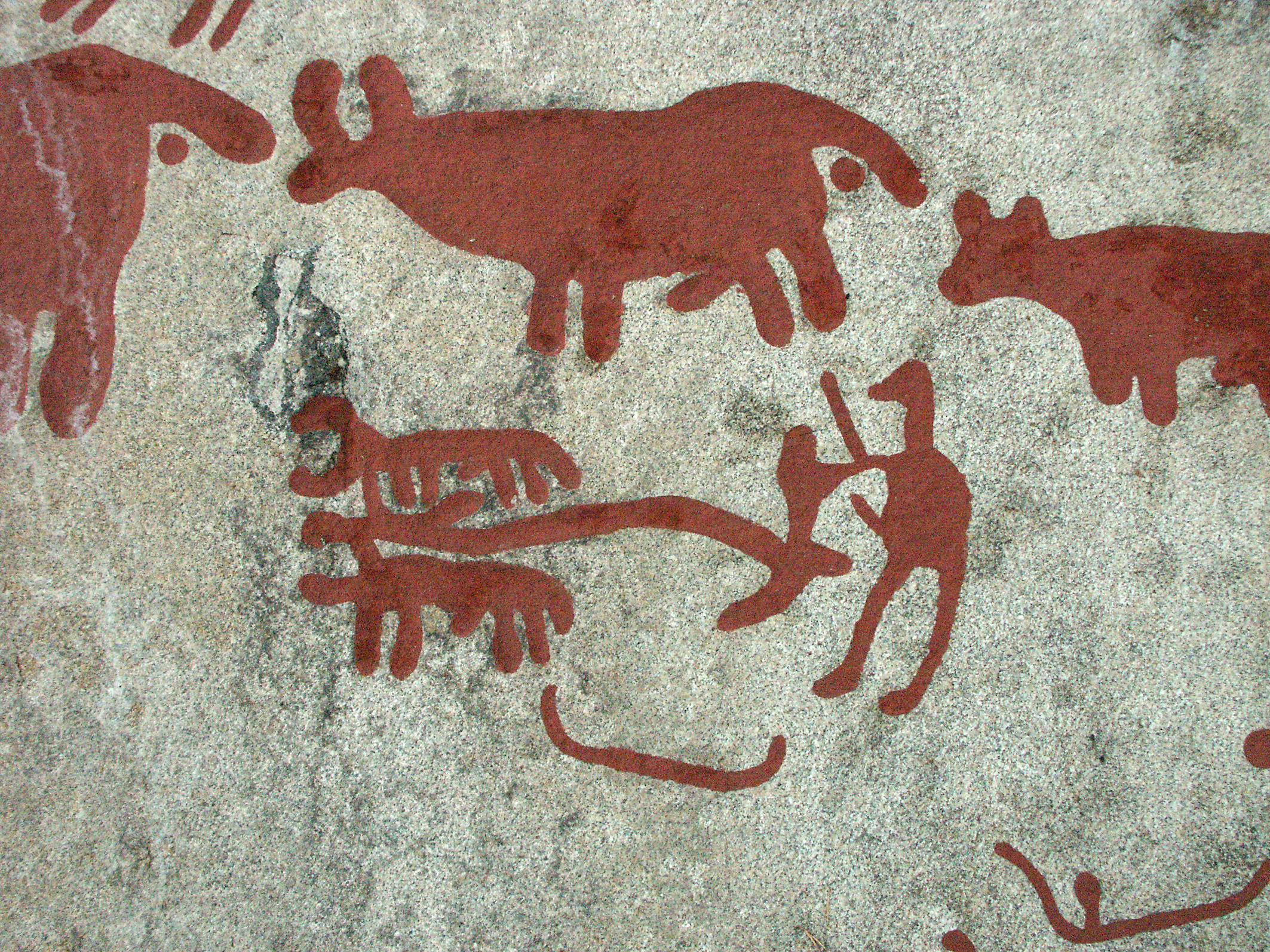
Charue et bétail gravés à Asberget parmi les gravures rupestres de Tanum en Suède occidentale, typiques de la phase de l'économie complexe.

L'archéologue Emmanuel Anati propose la typologie suivante :

### Supports
- Art immobilier : art rupestre, art pariétal, pétroglyphes, peinture à base de pigments minéraux : terres d'ocres, argiles rouges et jaunes, oxyde de fer, craie ; pigments organiques : noir d'os calcinés, noir de charbon de bois. Le plus ancien atelier de fabrication de pigments date d'il y a 100 000 ans au Middle Stone Age[52].
- Art mobilier : outils et armes (bâton percé, propulseur à crochet, spatule, lampe à graisse, harpon, pointe de sagaie), parures et bijoux suspendus sur le corps ou attachés à un vêtement (le plus fréquent sont les perles, pendeloque, contour découpé, rondelle en os percé, bracelet, diadème ; colliers formés de coquillages (les plus anciens datés à ce jour sont une parure de coquillages à Taforalt (Maroc) vers 82 000 ans[53],[54]), dents, craches de cerfs[55]), plaquettes gravées, sculptures (figurines, Vénus paléolithique), poteries, etc[56].

### Techniques
Les œuvres au trait gravé (au doigt pour les matières les plus souples comme l'argile, au burin pour les matières les plus dures comme l'os ou les roches) ou au trait peint consistent à tracer des contours et certains détails (avec une grande variété d'aspects des traits colorés par des « crayons » : ponctué, uni, modelé). La peinture, monochrome ou polychrome, emploie des matières colorantes (charbons, pigments minéraux) appliqués en aplat uni, par la technique du pochoir, du tamponnage, du soufflé (projection d'un colorant poudreux, directement avec la bouche — technique du crachis — ou avec une sarbacane), de l'estompe, ou à l'aide de touffes de poils ou de fibres végétales (ancêtres du pinceau),.

### Types
Les représentations peuvent présenter 3 types de signes, associés ou non, en proportions variables.
- pictogramme (représentation du réel)
- idéogramme (signes conventionnels)
- psychogramme (signes émotionnels)

## L'émergence de l'art au Paléolithique

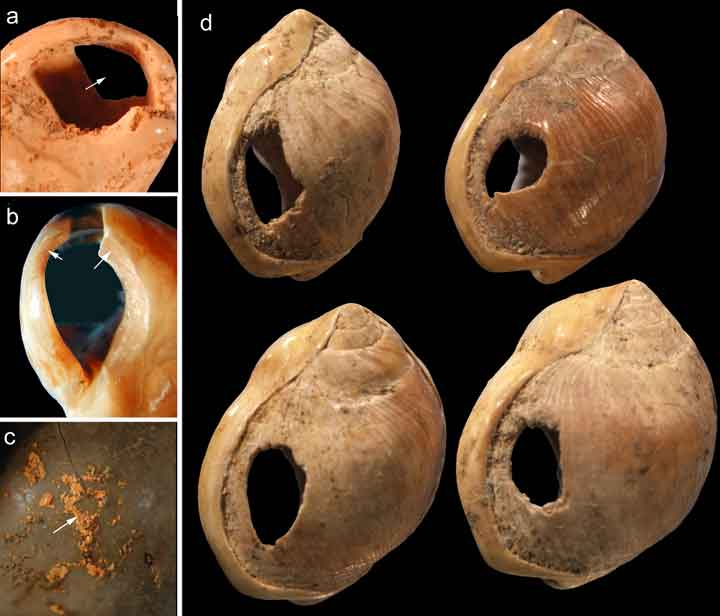
Perles en coquilles de Nassarius kraussianus datées du paléolithique moyen : a) ouverture réalisée à l'aide d'un outil en os ; b) facette plane produite par l'usure, probablement lors du frottement avec d'autres perles ou avec un lien ; c) traces d'ocre à l'intérieur du coquillage, peut-être transférées depuis le corps de la personne portant la parure ; d) vue générale des perles.
Photo F. d'Errico.

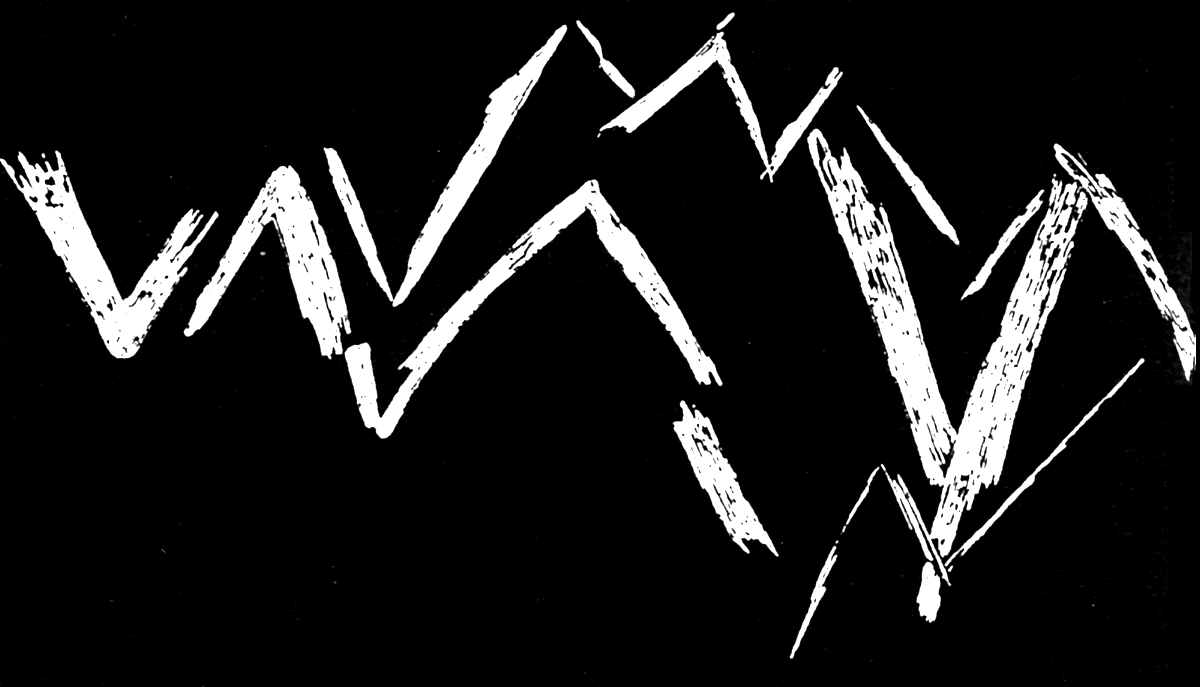
Relevé du motif en zigzag gravé sur un os découvert dans le site paléolithique moyen de Bacho Kiro en Bulgarie.

Les origines de notre espèce Homo sapiens sont certainement africaines et remontent à 200 000 ans.
La théorie de la « révolution symbolique » (apparition du langage, de l'art et des comportements modernes il y a 40 000 ans) qui s'est imposée au terme d'un siècle d'exploration des origines de l'art préhistorique s'est effondrée. Alors que la recherche a été marquée par un eurocentrisme trop longtemps en vigueur, les découvertes archéologiques dans le monde entier au XXIe siècle élargissent la connaissance du passé artistique : parures réalisées sur coquilles marines de Nassarius gibbosulus (en) et datant du Paléolithique moyen entre −100 000 et −50 000 ans ; parure néandertalienne de serres d'aigle sur le site archéologique de Krapina (en) (130 000 ans) ; gravures en zigzag réalisées par Homo erectus sur des moules d'eau douce appartenant au genre Pseudodon (ru), datant du Paléolithique inférieur (540 000 ans)... De plus, la datation de l'art préhistorique connaît actuellement de nombreux bouleversements, une datation ou découverte isolée, appelées unicum, étant toujours contestable. La datation des œuvres artistiques fait d'ailleurs l'objet de nombreuses recherches : datation directe (par le carbone 14 — charbon de bois, os —, résonance magnétique nucléaire, thermoluminescence sur du silex ou de la calcite chauffés), datation indirecte (grâce au contact des figures avec des couches d'habitat datées ou attribuées à une culture donnée, ou à l'obturation de la caverne ; datation par le carbone 14 ou par l'uranium-thorium des concrétions — calcite, oxalate de calcium — déposées sur les œuvres), chaque méthode de datation ayant des domaines d'applicabilité et des difficultés propres,.
Selon certains auteurs, les préoccupations esthétiques auraient pu se manifester dès le Paléolithique inférieur et ce de plusieurs manières :
- collecte d'objets naturels
  - un galet de jaspillite rouge a été retrouvé sur un site fréquenté par les Australopithèques il y a près de 3 millions d'années.
  - des motifs géométriques gravés sur des coquillages il y a 500 000 ans par des Homo erectus[69].
  - un biface, daté de 300 000 ans et retrouvé à Swanscombe en Angleterre, a été façonné dans une roche comportant un oursin fossile.
- utilisation de colorants : l'utilisation d'hématite ou d'ocre est attestée dans différents endroits du globe à partir de 100 000 ans.
- utilisation de pierres remarquables dans la production d'outils : jaspe en Corrèze, cristal de roche dans différents sites, obsidienne lors du Paléolithique moyen en Éthiopie…
- fabrication d'objets dont la forme n'a pas d'explication fonctionnelle évidente :
  - des bolas, des boules de pierre façonnées et plus ou moins régulières, manifestement trop lourdes pour servir de projectiles, ont été retrouvées notamment à Sidi Abderrhamane au Maroc.
  - de même, certains auteurs considèrent la recherche de symétrie lors de la taille des bifaces acheuléens comme l'une des premières préoccupations d'ordre esthétique.

À la fin du Paléolithique moyen, apparaissent les premières incisions dépourvues de rôle fonctionnel, sur des os ou des pierres. En Afrique du Sud, le site de Blombos a livré des pierres gravées et colorées de motifs géométriques complexes, associées à des objets de parure en coquillage. Cette découverte, datée de plus de 75 000 ans BP, est l'une des plus anciennes formes d'expression artistique humaine. Elle traduit les capacités d'abstraction des Homo sapiens de l'époque.
Certains sites moustériens ont également livré des minéraux insolites ou des fossiles collectés par les Néandertaliens lors de leurs déplacements. C'est le cas notamment des grottes d'Arcy-sur-Cure. De plus, certaines œuvres du Moustérien pourraient être attribuées à l'homme de Néandertal, comme le masque de la Roche-Cotard (en), les peintures pariétales des grottes de Nerja, de La Pasiega, de Maltravieso.
Ces découvertes étayent ainsi le modèle d'une évolution graduelle en Afrique depuis 200 000 ans, et ne contredisent pas une autre théorie, « à savoir le scénario qui prévoit une origine multiple des cultures symboliques parmi plusieurs populations humaines ».

## L'art du Paléolithique supérieur
- Art pariétal
- Art mobilier
- Limite des principaux glaciers
- Côtes

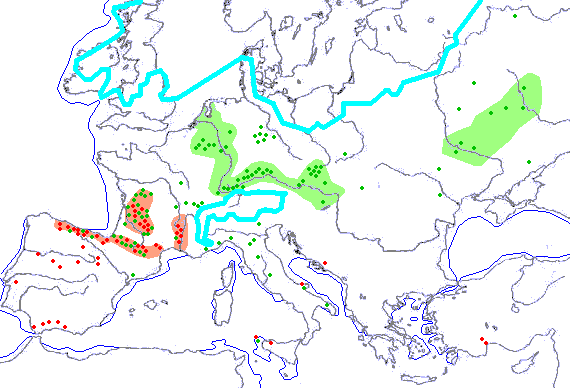
Extension européenne de l'art du Paléolithique supérieur

L'explosion des formes d'art est caractéristique du Paléolithique supérieur. L'Homo sapiens est le principal acteur de cette révolution, même si des chercheurs pensent aujourd'hui que certaines œuvres peuvent être attribuées à l'homme de Néandertal.
Les premières représentations figuratives connues sont indonésiennes : ce sont les peintures pariétales de la grotte de Leang Bulu Sipong 4, datées de 43 900 ans avant le présent, dans l'île de Sulawesi, en 2019. Par leur ancienneté elles "supplantent" une autre peinture pariétale indonésienne, datée de 40 000 ans, dans la grotte de Lubang Jeriji Saléh (en) (île de Bornéo) qui avait été annoncée en 2018 comme « la plus ancienne œuvre figurative connue ».
Il y a environ 32 000 ans, l'art est déjà très diversifié et abouti, tant au niveau des thématiques que des techniques. Dans la Grotte Chauvet, l'une des plus anciennes grottes ornées connues, un grand nombre de techniques (gravure, peinture, tracés digitaux, empreintes, etc.) a été employé pour réaliser des figurations animales parfois très réalistes. Les gravures d'Arcy-sur-Cure sont à peu près aussi anciennes. À la même époque, des statuettes en ivoire sont également connues, comme « l'homme lion » de la Hohlenstein-Stadel. Même si l'art du Paléolithique supérieur couvre près de vingt mille ans, il est possible de dégager un certain nombre de caractéristiques générales sans entrer dans le détail de la chronologie.

### Supports de l'art
L'art du Paléolithique supérieur se présente sous forme de peintures pariétales et rupestres, mais aussi de sculptures et de gravures en argile, en pierre, en ivoire ou en os. Les œuvres conçues avec des matériaux périssables, comme le bois, les peaux, voire les tissus, ont malheureusement disparu. On ne peut qu'imaginer ce qu'elles devaient être, et il est certain que notre connaissance reste très partielle.
Le métal n'est pas encore connu. Certains objets, très fins et fragiles, ne semblent pas exclusivement utilitaires, et peuvent avoir une fonction d'apparat. De nombreux témoins d'art apparaissent sur des éléments de la vie quotidienne qui ont sans doute eu un rôle non artistique, comme les propulseurs.

#### Art pariétal

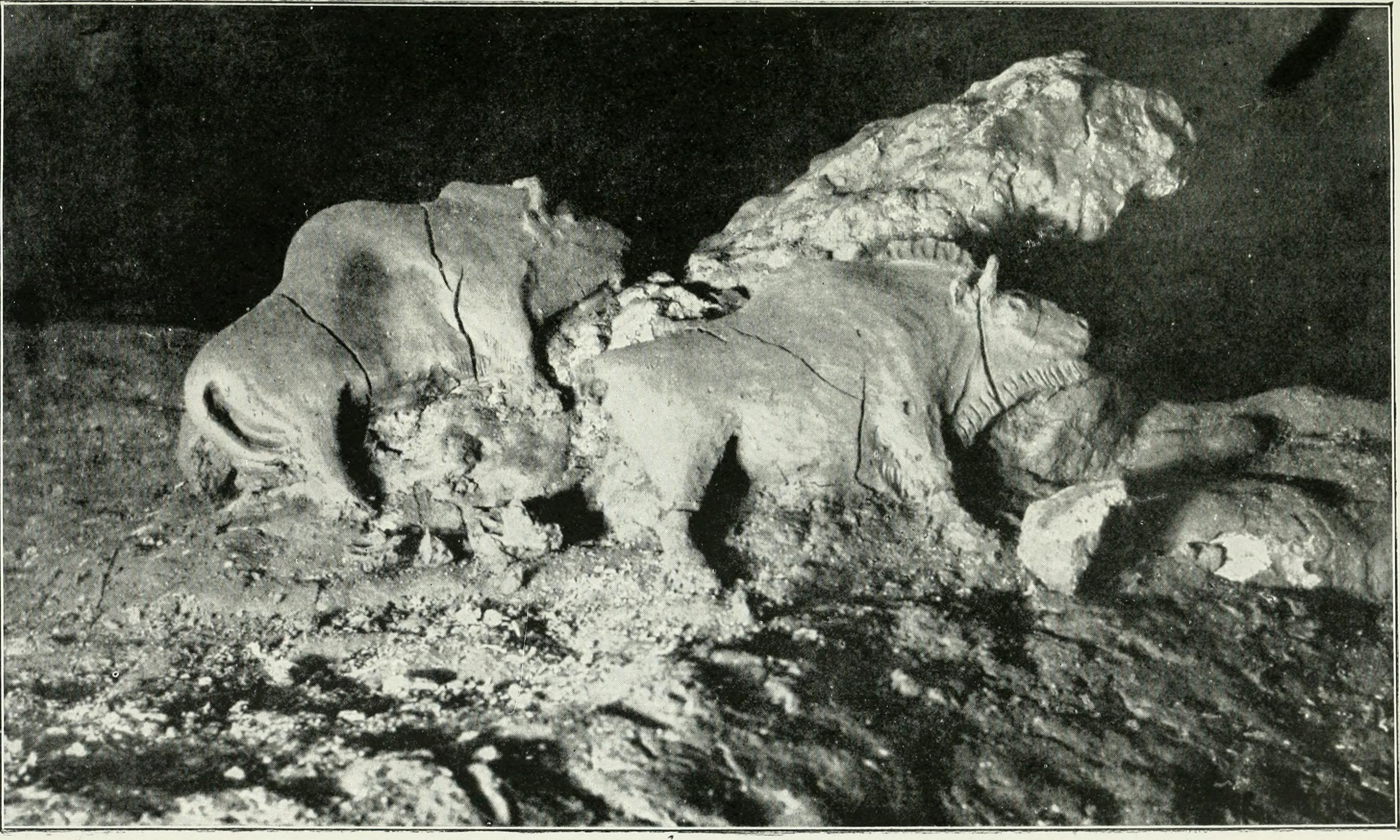
Les bisons du Tuc d'Audoubert, in situ dans la grotte

L'art pariétal comporte des œuvres peintes, gravées ou sculptées. Ces dernières sont souvent associées aux abris sous roche (Roc-aux-Sorciers à Angles-sur-l'Anglin). La grotte de Lascaux comporte plus de gravures que de peintures. Selon la dureté de la paroi, l'artiste utilisait ses mains seules (parois argileuses) ou des outils de pierre et de bois pour inciser la paroi. Certaines créations modelées sont de véritables chefs-d'œuvre, tels les bisons de la grotte du Tuc d'Audoubert.
Pour la peinture, les trois couleurs de base sont le rouge, le noir et le jaune.
Pour les différents pigments utilisés :
- ocre jaune, qui contient de la goethite ;
- ocre rouge, contenant de l'oxyde de fer ou hématite, parfois naturelle mais souvent obtenue par calcination de l'ocre jaune : la goethite chauffée devient rouge[78] ;
- ocre brune, contenant de la limonite) ;
- une couleur rougeâtre sombre peut être obtenue à partir de magnétite ou oxyde de fer (Fe3O4), en chauffant à 1 000 °C (feu d'un foyer) un bloc de Fe2O3[79].
- Le noir provient de charbon ou d'oxyde de manganèse[78].
- le seul échantillon bleu connu (en 1991) en France est un très petit bloc (0,5 g) dans la grotte du Renne (Arcy-sur-Cure) fait de calcium et phosphore, avec des traces de cuivre qui lui donnent sa couleur[80].

Les analyses de pigment ont montré dans certains cas la réalisation de recettes complexes incluant des charges minérales non colorées.
Dans certains cas, l'artiste traçait un contour avec un pinceau ou directement grâce à un bout de charbon et remplissait ensuite selon divers procédés : pinceau, application à la main, soufflage dans un tube. Ce dernier procédé mouchetait finement la paroi, permettant des effets subtils de dégradés.
Les artistes du Paléolithique utilisaient les formes naturelles des parois pour créer des figures. Ainsi, parfois seulement quelques contours de la figure soient représentés, le reste étant suggéré par la forme de la paroi.

#### Art mobilier

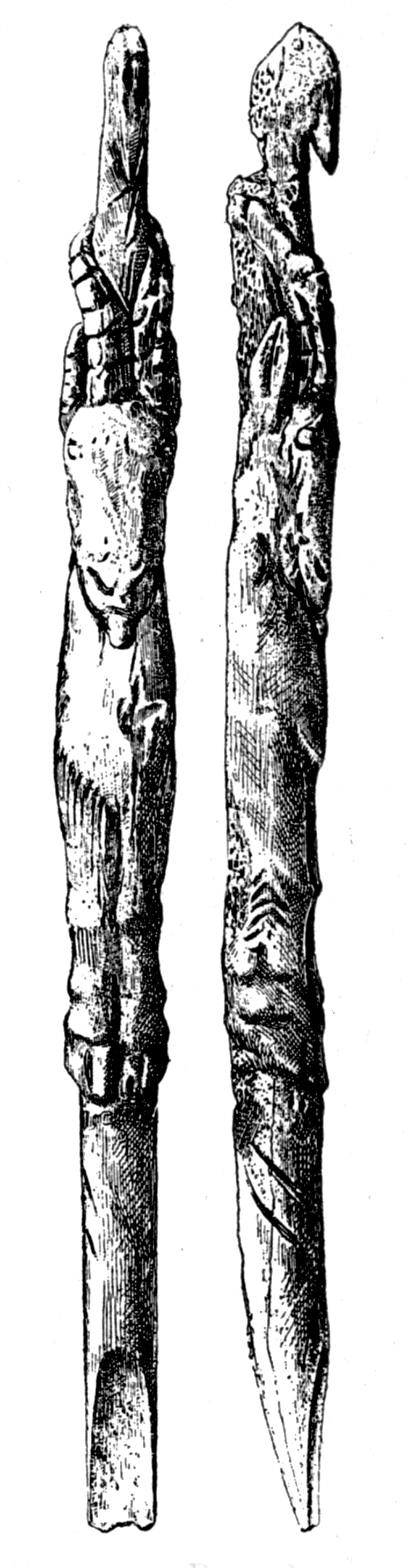
Propulseur sculpté du Mas d'Azil

L'art mobilier est l'art des objets, que ceux-ci soient utilitaires ou non. On trouve dans cette catégorie des rondes bosses, comme les Vénus, mais aussi des armes sculptées comme des propulseurs, et des objets de la vie quotidienne, comme des lampes en terre gravées de signes.
On remarque souvent une correspondance entre art mobilier et art pariétal : même iconographie, même style.
Les hommes du Paléolithique savaient déjà décorer leurs armes. Ils possédaient un art mobilier composé de pendeloques et de plaquettes décorées.

### Iconographie
Trois types de figurations peuvent être distinguées : des signes, des animaux et des représentations humaines.

#### Signes

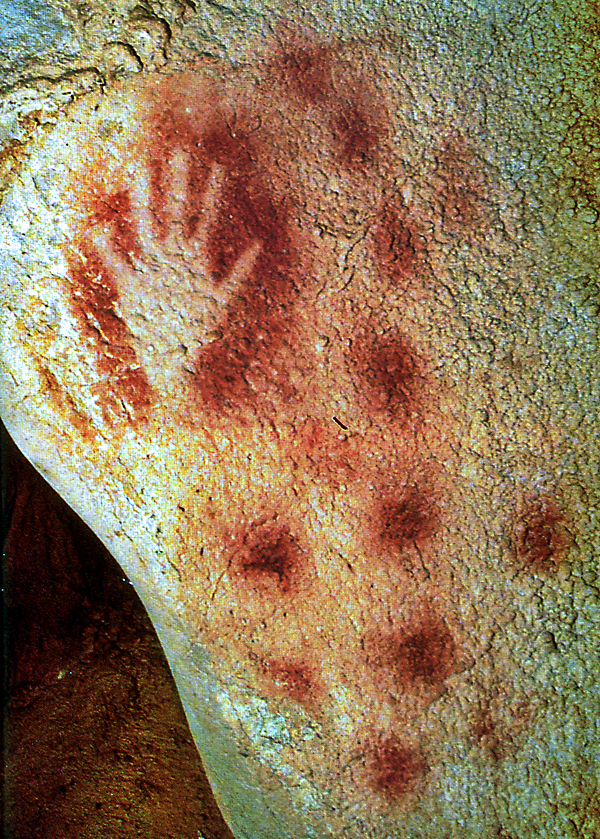
Grotte du Pech Merle, main négative et ponctuations

Les signes sont de loin les éléments les plus fréquents, les plus divers et les plus difficiles à interpréter. On les trouve autant dans l'art pariétal que dans l'art mobilier. Généralement, ils accompagnent des animaux, mais il existe aussi des panneaux de signes, comme dans la grotte de Niaux.
Ces signes sont des points, des flèches, des mains négatives et positives, avec un nombre de doigts variables, des tectiformes, des quadrillages colorés de différentes teintes, des sortes de feuilles, etc. La liste est quasiment impossible à établir, tant ils sont divers. La couleur semble toujours avoir une grande importance.
André Leroi-Gourhan a proposé d'interpréter ces signes comme des symboles sexuels. Par exemple, sur le panneau de signes de la grotte de Niaux, les signes fléchés seraient à associer à la femme et les points à l'homme. D'autres préhistoriens pensent qu'il s'agit d'une sorte de système numérique.
Reznikoff détermine que les points rouges semblent n'avoir qu'une signification purement sonore. La concordance entre points rouges et résonances atteint 99% dans de nombreuses grottes. Dès 1988, Reznikoff et Dauvois posent trois principes essentiels après avoir étudié de nombreuses grottes ornées :
- la plupart des images (80% à 90%) se trouvent dans des lieux sonores ou dans leur voisinage (moins de 1 m d'écart)[82],[83] ;
- les meilleurs lieux sonores sont toujours marqués et souvent ornés ;
- l'emplacement de certains signes ne s'explique que par la qualité sonore de leur location, et peuvent d'ailleurs être retrouvés « à l'écoute »[83].

#### Faune
| |  |  |
| L'art animalier préhistorique représente rarement les caractères sexuels primaires. Parmi les exceptions, le relevé du bison femelle recroquevillée d'Altamira par Breuil vers 1900-1902 (présence de ses mamelles), et le bison mâle de la grotte de Font-de-Gaume (ligne thoraco-abdominale marquée d'un fourreau pénien qui se termine par un pinceau de poils). |  |  |

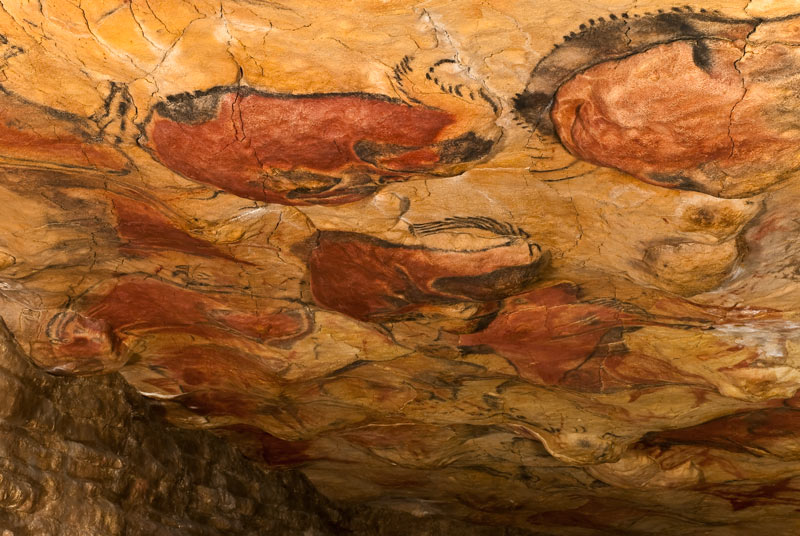
Bisons polychromes de la grotte d'Altamira. Les grottes cantabriques montrent une préférence pour le thème animalier qui représente 80 % des sujets de l'art pariétal et mobilier : le cheval et le bison viennent en tête avec 40 % du total, suivis par le bouquetin, le renne, l'aurochs, le cerf, l'ours, le poisson, le félin, l'oiseau…

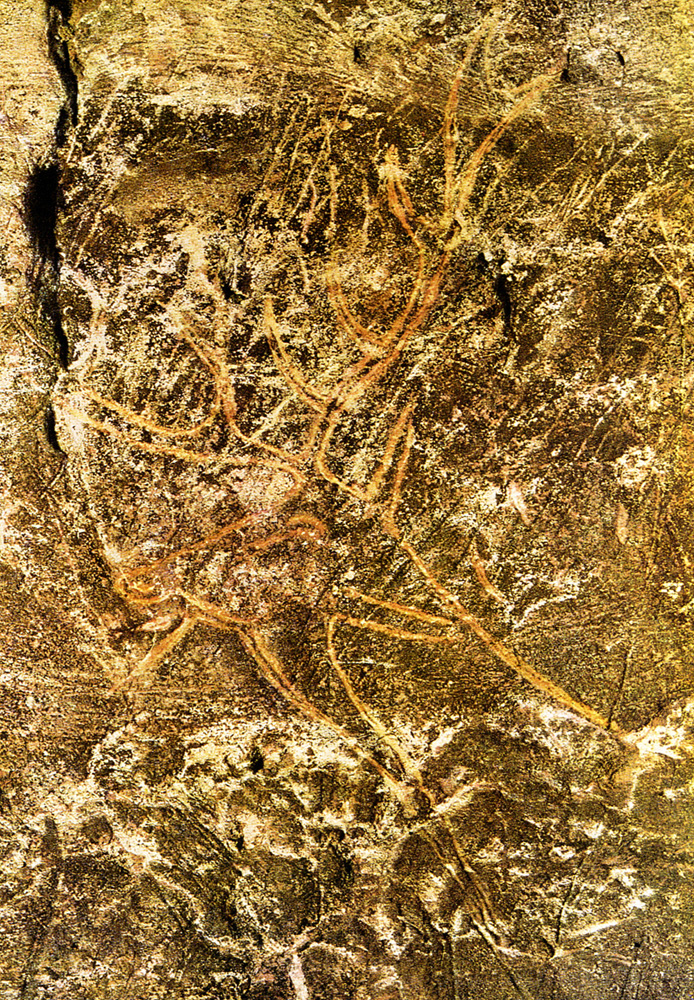
Cerf gravé de Lascaux. Une analyse des indices de saisonnalité suggère que la plupart des espèces animales sont représentées en pleine maturité, à la belle saison ou en automne.

Les animaux sont le deuxième thème de prédilection des artistes préhistoriques. Ceux-ci s'inspiraient visiblement des espèces animales visibles dans leur environnement, mais pas particulièrement des espèces qu'ils avaient l'habitude de chasser. Les figurations évoquant l'environnement végétal sont extrêmement rares. « Le bestiaire paléolithique ne reflète ni l'abondance, ni l'importance économique des espèces animales, mais bien une thématique culturelle » selon le préhistorien Patrick Paillet.
Le bestiaire varie selon les régions et selon les époques : toutefois, on trouve en majorité de grands herbivores (chevaux, bisons, aurochs), comme dans la grotte de Lascaux.
D'autres espèces sont plus rarement représentées, parfois avec de fortes dominantes géographiques ou chronologiques : lions et rhinocéros dans la grotte Chauvet, en Ardèche, biches dans les grottes de la région des Cantabres en Espagne ou mammouths à Rouffignac, en Dordogne. Il arrive aussi que soient représentés des animaux indéterminables ou « fantastiques » : une figure de la salle des taureaux de Lascaux est parfois qualifiée de « licorne ».
Julien d'Huy et Jean-Loïc Le Quellec (2012) rappellent une pratique en Égypte et dans le désert libyen, de représenter des figures d'animaux fléchés afin d'empêcher l'animation des images et suggèrent que les figures préhistoriques d'animaux fléchés connues en France pourraient avoir le même but et non liées à une supposée magie de chasse.
Certains animaux sont parfois représentés selon des conventions stylistiques plus ou moins uniformes à l'échelle d'une région. Pour les chevaux du sud-ouest de la France, par exemple, on note un ventre rond, large, alors que les jambes sont à peine ébauchées.
Les animaux sont quelquefois regroupés, inclus dans une scénographie. Ainsi, on trouve à la grotte Chauvet la représentation d'un rhinocéros surmonté de plusieurs lignes dorsales, ce qui donne une impression de profondeur et de multitude évoquant un troupeau. Les groupes peuvent comporter des animaux d'une même espèce, mais associent souvent plusieurs espèces différentes. Les superpositions et raclages sont aussi courants. Parfois, un individu est écarté, comme le cheval dans le passage, à Lascaux.
L'art mobilier comporte aussi nombre de représentations animales, notamment au bout de propulseurs. Le propulseur du faon à l'oiseau est l'un des plus délicats. Élément de prestige de par sa fragilité, il est le chef-d'œuvre d'une importante série d'objets du même type. Des chevaux en ronde-bosse sont également fréquents.

#### Représentations humaines

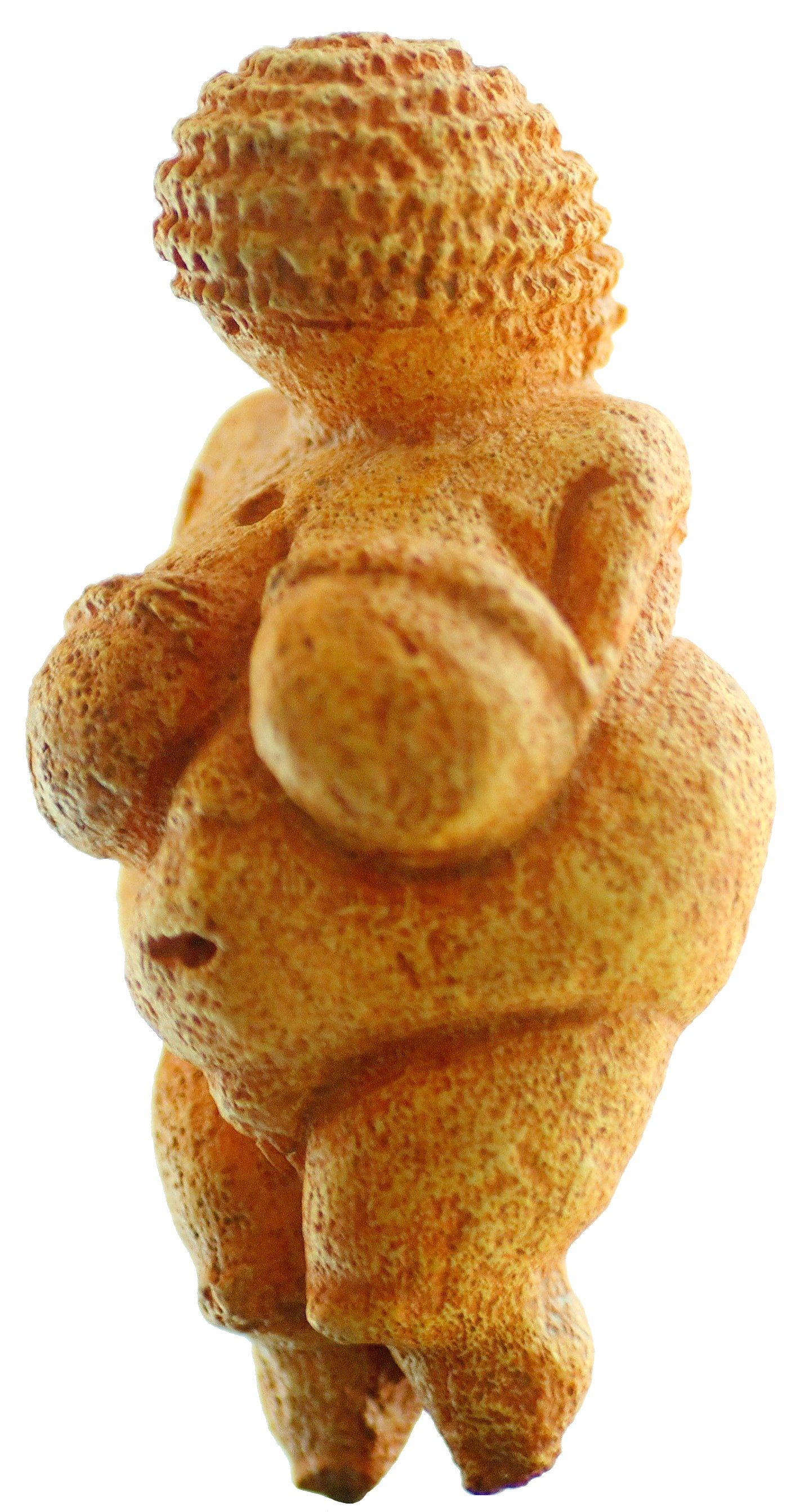
Vénus de Willendorf, vers 25000 ans BP

Trois principaux types de représentations humaines se distinguent :
- représentations humaines asexuées : personnage sans sexe identifiable ;
- représentations anthropomorphiques : personnages mi-humains mi-animaux, parfois réduits à de simples masques comme dans la grotte d'Altamira en Espagne ou en pied, comme dans la Grotte des Trois-Frères ;
- représentations humaines avec un sexe féminin ou masculin identifiable. On peut noter la surreprésentation des sexes féminins par rapport aux sexes masculins.

Quelques interprétations sont possibles mais restent de l'ordre de l'hypothèse. Ainsi, certaines représentations humaines avec un sexe féminin pourraient être un symbole de fécondité, comme le montrent les statuettes de « Vénus », dont les hanches et le ventre sont hypertrophiés et la tête et les membres réduits à leur plus simple expression. La Vénus de Willendorf en est un des exemples les plus célèbres. L'hypertrophie ou l'atrophie pouvant jouer le rôle de figure de style pour mettre en évidence certaine partie du corps pour exprimer une idée. Les vulves stylisées et les gravures présentes dans l'art pariétal renforcent cette hypothèse.

Les « humains en situation de faiblesse face à un animal » : on en trouve un exemple dans le puits de Lascaux, au Roc de Sers et sur une plaquette provenant du Mas d'Azil conservée au musée des Antiquités nationales de Saint-Germain-en-Laye. L'humain est couché face un animal chargeant, ou combat contre lui. 

## L'art de l'Épipaléolithique et du Mésolithique
Cette période de transition est relativement pauvre en manifestations artistiques, limitées à des galets peints (Azilien) et quelques silhouettes animales en France et en Italie. Des gravures sur rocher (phoques, baleines, poissons, etc.) sont connues en Norvège.

## L'art du Néolithique

### Le Mégalithisme

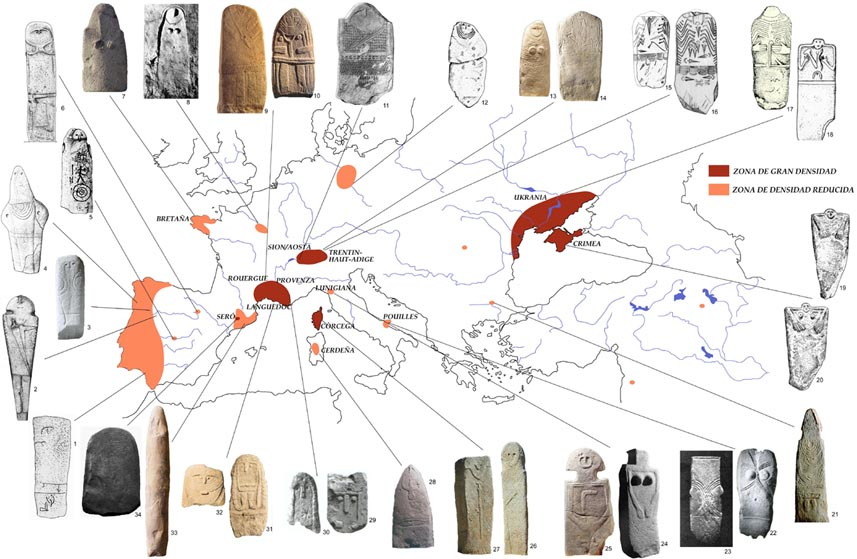
Carte avec statue-menhirs en Europe. La estatua-menhir del Pla de les Pruneres (Mollet del Vallès) Photos and draws: 1y 4.-Bueno et al. 2005; 2.-Santonja y Santonja 1978; 3.-Jorge 1999; 5.-Portela y Jiménez 1996; 6.-Romero 1981; 7.-Helgouach 1997; 8.- Tarrete 1997; 9, 10, 13, 14, 29, 30, 31, 32.-Philippon 2002; 11.-Corboud y Curdy 2009; 12.-Muller 1997; 15, 16, 17, 18, 19, 20, 21, 22, 23 Arnal 1976; 24 y 25.- Augusto 1972; 26 y 27.- Grosjean 1966; 34.- López et al. 2009.

Le mégalithisme constitue la plus ancienne forme d'architecture monumentale dans l'histoire de l'humanité. À ce titre, il relève également de l'art préhistorique. Même si sa fonction première n'était pas directement « artistique », mais religieuse, le mégalithe est parfois le support privilégié de l'art de son époque. Par exemple, les orthostats des dolmens peuvent être ornés de gravures très complexes dont la symbolique nous échappe encore ; ils peuvent également avoir été sculptés et présenter une forme anthropomorphe, s'apparentant ainsi à de véritables statues préhistoriques, dont certaines sont caractérisées au point d'avoir des seins (divinité tutélaire féminine ?), des rangs de colliers, etc. De même, les statues-menhirs sont des mégalithes dont les gravures parfois fort évoluées et nombreuses sont les témoins de l'activité artistique des hommes de la Préhistoire, l'art s'associant au sacré.

### L'art mobilier néolithique
Outre de nombreux éléments ornementaux et cérémonials, l'art mobilier néolithique comprend une large gamme de formes de poteries et autres objets quotidiens. La sculpture connaît un développement précoce et original : pratiquement dans toutes les cultures néolithiques d'Europe orientale apparaissent, dès les phases anciennes, des figurines féminines de terre cuite mais aussi de pierre, supposées représenter une hypothétique « Déesse Mère » symbolisant la fertilité.